# Bob Stroger
Bob Stroger (nascido em 27 de dezembro de 1930) é um baixista, cantor e compositor de blues estadounidense. Trabalhou com diversos músicos consagrados incluindo Eddie King, Otis Rush, Jimmy Rogers, Eddie Taylor, Eddy Clearwater, Sunnyland Slim, Louisiana Red, Buster Benton, Homesick James, Mississippi Heat, Snooky Pryor, Odie Payne, Fred Below, Willie "Big Eyes" Smith e Billy Davenport.
Em 2011 e 2013 Stroger recebeu o prêmio Blues Music Award de melhor baixista de blues.

## vida e Carreira
Stroger nasceu em uma fazenda em Hayti, Missouri, Estados Unidos. Em 1955 aos 16 anos, se mudou com sua família para Chicago, Illinois. Sua família começou a morar em um apartamento no West Side nos fundos de uma boate chamada "Silvio's". Stroger foi influenciado pelo movimento que emanava do lugar. Mais tarde foi encorajado a tentar uma carreira na música enquanto trabalhava como motorista para seu cunhado que tocava blues na banda de J. B. Hutto. Aprendeu a tocar guitarra como autodidata e formou uma banda com pessoas de sua família sob o nome The Red Tops com os integrantes usando boinas pretas com adornos vermelhos. Algum tempo depois Stroger adotou o nome artístico Joe Russell e alterou o nome da banda para Joe Russell and the Blues Hustlers, mas esse nome não vingou. Stroger logo começou a tocar jazz com Rufus Forman, mas foi quando conheceu Eddie King que a sua carreira como músico de blues tomou forma. Adotou o baixo como instrumento e tocou no single "Love You Baby" (1965) de Eddie King.

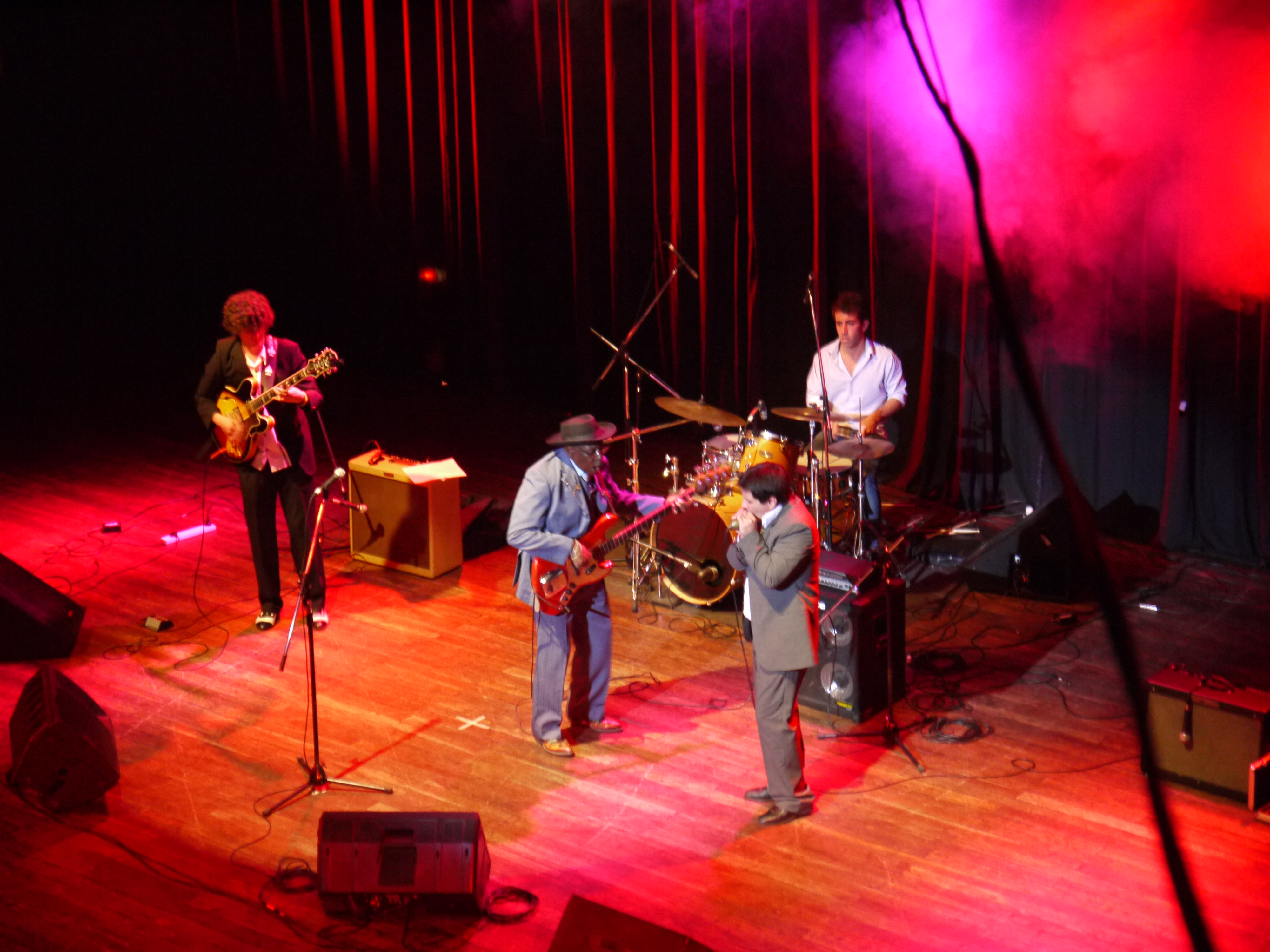
Bob Stroger durante um show em Salta, Argentina

Fez parte da banda de Eddie King durante quinze anos e depois desse tempo fez uma pausa de alguns anos. Seu interesse pela música ressurgiu quando foi recomendado a Otis Rush com quem seguiu sua carreira nos anos 70 e 80. Participou da turnê européia de Otis Rush e trabalhou nos álbuns Live in Europe e Lost in the Blues.
Stroger se tornou um músico contratado por um tempo, e trabalhou com Sunnyland Slim e Mississippi Heat durante as décadas de 1980 e 1990, antes de se juntar a Odie Payne como músico regular da série de festivais American Blues Folk. Encouraged by Sunnyland Slim, Stroger began singing and writing his own material. Em 1996, Stroger participou das gravações do disco Heart of Chicago de Mark Hummel. Em 1997 tocou no álbum Jump In de Golden "Big" Wheeler. No ano seguinte, Stroger se juntou a um grupo de músicos no Lucerne Blues Festival na Suíça, o que o levou a gravar seu primeiro disco solo, In the House: Live at Lucerne, Vol. 1, acompanhado por Ken Saydak e Billy Flynn.
Em 2007 Stroger gravou seu segundo disco solo, Bob is back in town em Chicago, apoiado por Steve Freund (guitarra), Willie "Big Eyes" Smith (harmônica), Deitra Farr (backing vocals) e Juli Wood (saxofone). No mesmo ano tocou na última gravação ao vivo de Carey Bell Gettin Up: Live at Buddy Guy's Legends Rosa's. Nos anos seguintes participou da gravação dos discos Born in Arkansas(2008) de Willie "Big Eyes" Smith e  Joined at the Hip(2010) de Pinetop Perkins.
Em 2014 se apresentou pelo segundo ano consecutivo no Mississipi Delta Blues Festival em Caxias do Sul acompanhado de músicos locais.

## Discografia

### Álbuns solo
- 2002 In the House: Live at Lucerne, Vol. 1 - Crosscut Records (Alemanha)
- 2007 Bob Is Back in Town - Airway Record[3]

### Colaborações
- 1983 Blues Meeting in Chicago - Strawberry Records
- 1996 Heart of Chicago (com Mark Hummel)
- 1997 Jump in (com Golden "Big" Wheeler)
- 2007 Gettin Up: Live at Buddy Guy's Legends Rosa's (com Carey Bell)
- 2008 Born in Arkansas (com Willie "Big Eyes" Smith)
- 2010 Joined at the Hip (com Pinetop Perkins)
- Live in Europe (com Otis Rush)
- Lost in the Blues (com Otis Rush)